# Chapelle de Santa Maria Formosa (Pula)

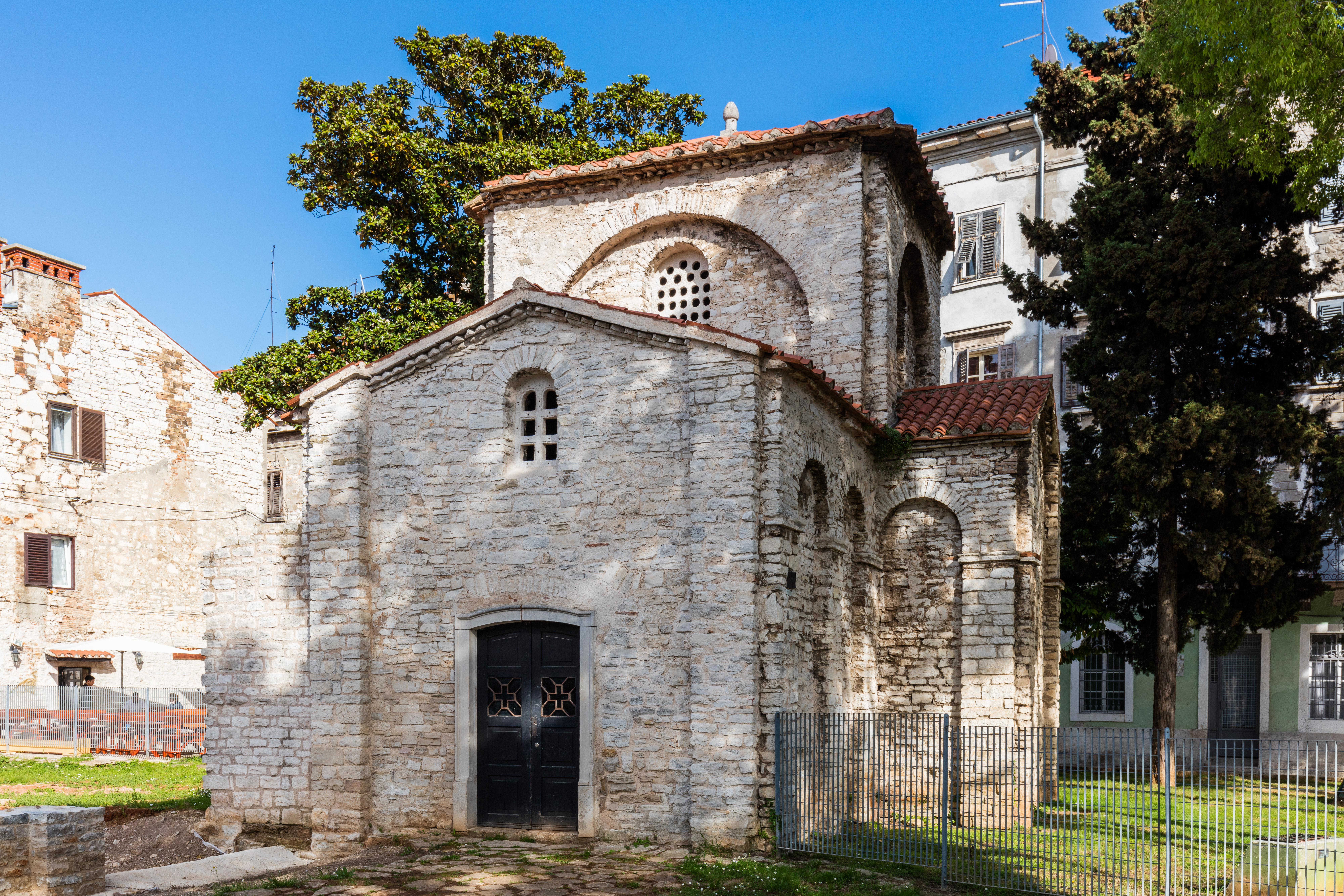
Église Maria Formosa à Pula

La chapelle de Santa Maria Formosa ou de Santa Maria del Canneto à Pula en Croatie est la partie subsistante d'une église paléochrétienne construite au VIe siècle en Istrie, sous le patronage de Maximien, évêque de Ravenne. 
L'église a été endommagée lors du sac de Pola par les Vénitiens en 1243 ; des matériaux de construction ont ensuite été prélevés sur les ruines et incorporés à la bibliothèque Marciana et à la basilique Saint-Marc de Venise. De la grande église à trois nefs, au plan basilical standard avec une abside polygonale, sous l'influence de l'Italie du Nord, seule les fondations, le bas des murs et une des chapelles latérales subsistent. L'église constituait l'unique construction de Pola datant de la période byzantine. Le sol et les murs étaient décorés de mosaïques, dont les vestiges se trouvent au musée archéologique d'Istrie à Pula.
La chapelle a été intégrée au XVIe siècle à une abbaye bénédictine détruite au XIXe siècle. 
L'édifice est un monument culturel protégé.

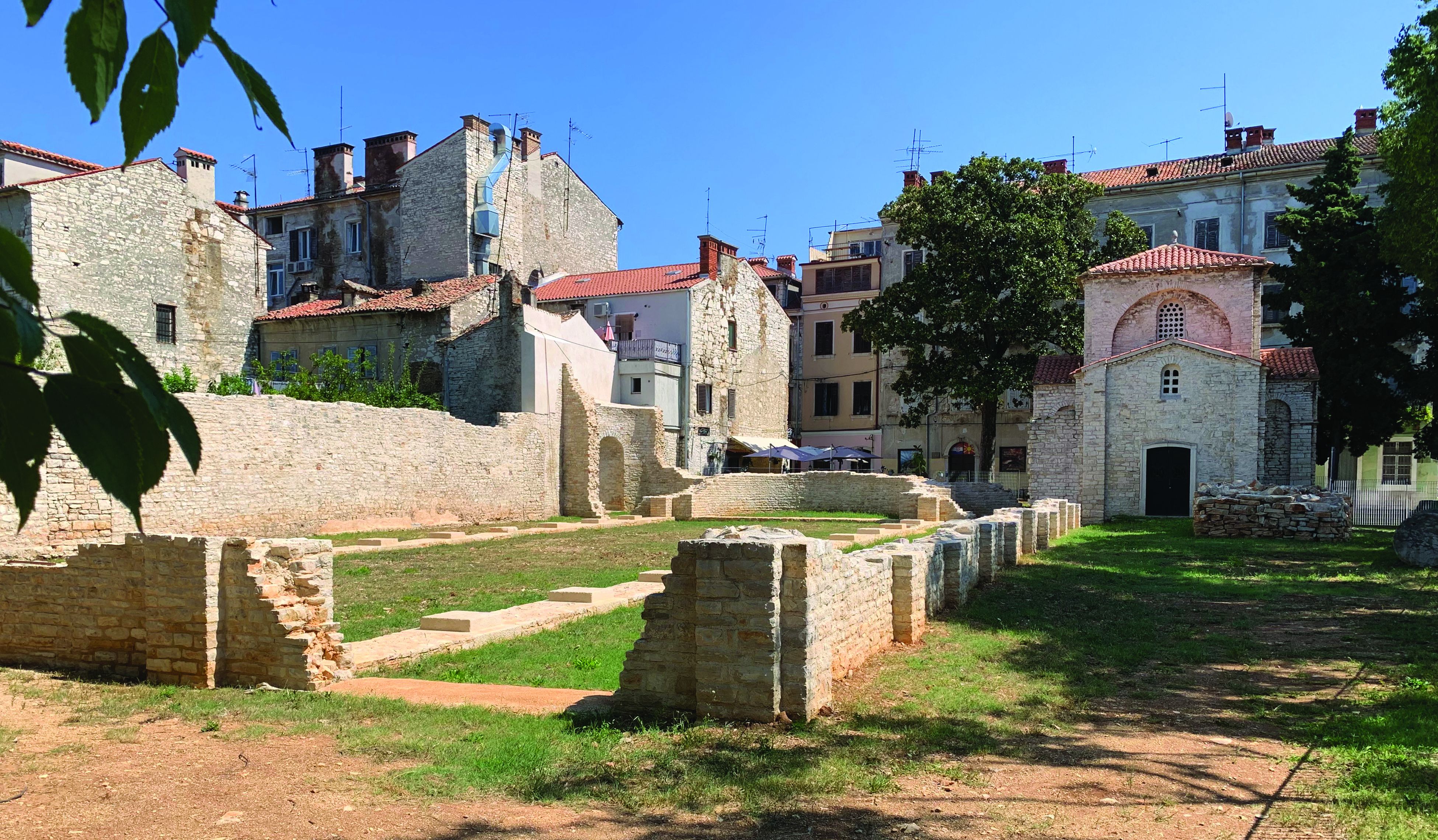
Vestiges de la basilique.
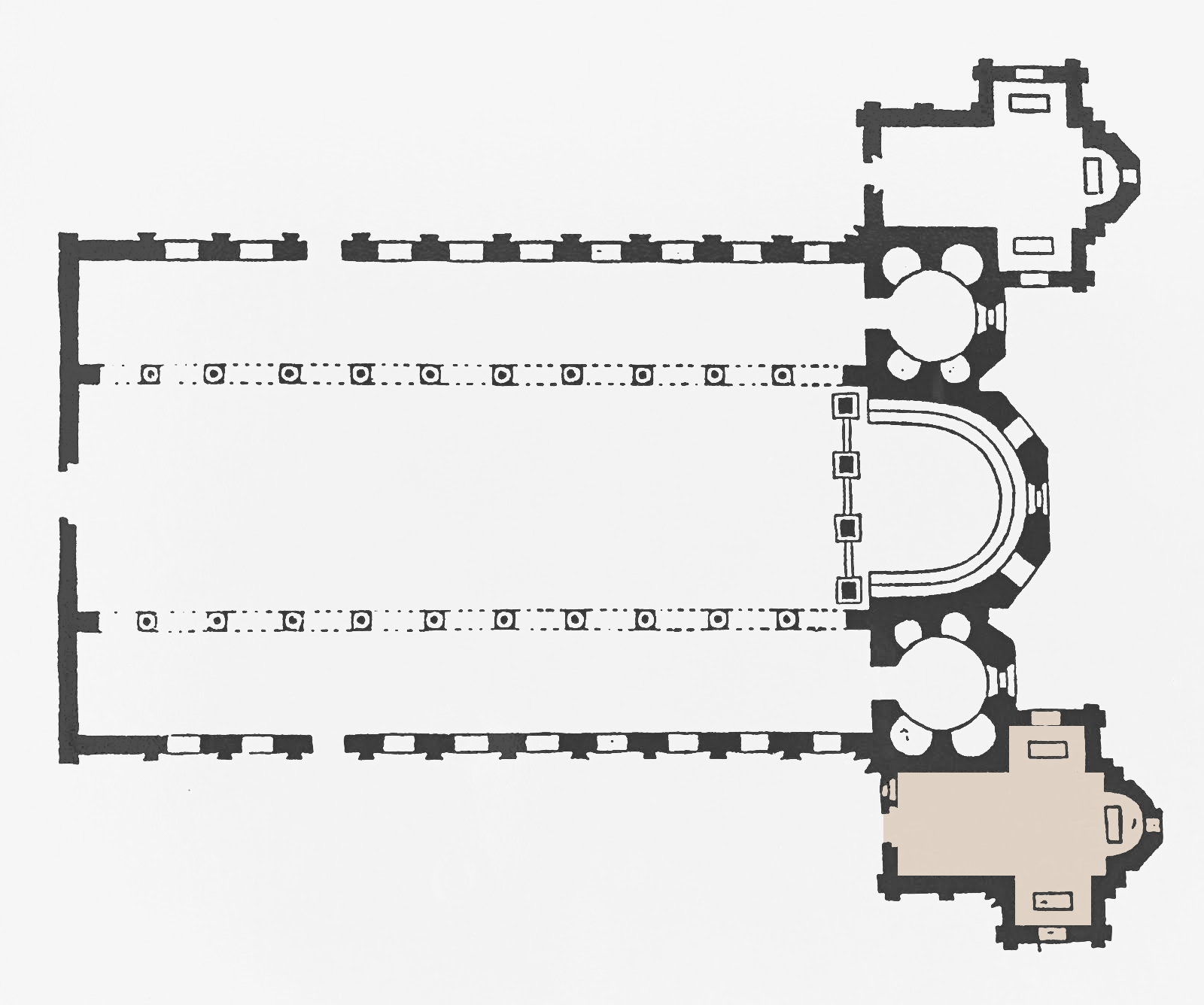
Plan de la basilique de de Santa Maria Formosa ; la chapelle subsistante est en couleur.
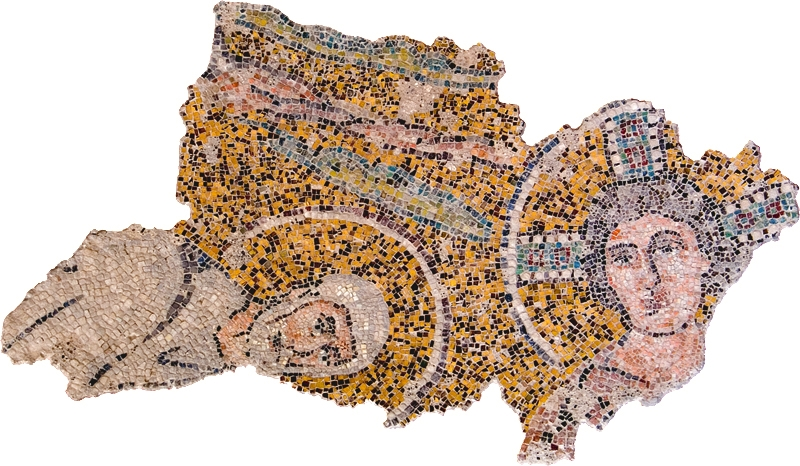
Fragment de mosaïque.